# Porudenko, Iavoriv
Porudenko (în ucraineană Поруденко) este un sat în comuna Kalînivka din raionul Iavoriv, regiunea Liov, Ucraina.

## Demografie
Componența lingvistică a localității Porudenko
     Ucraineană (99,6%)
     Alte limbi (0,4%)
Conform recensământului din 2001, majoritatea populației localității Porudenko era vorbitoare de ucraineană (99,6%), existând în minoritate și vorbitori de alte limbi.